# حشره‌خوار گوش‌کوچک اندرس
 حشره‌خوار گوش‌کوچک اندرس (نام علمی: Cryptotis endersi) نام یک گونه از سرده حشره‌خوار گوش‌کوچک است.